# Mussaenda bityensis
Mussaenda bityensis är en måreväxtart som beskrevs av Herbert Fuller Wernham. Mussaenda bityensis ingår i släktet Mussaenda och familjen måreväxter. Inga underarter finns listade i Catalogue of Life.